# Jakub Hromada
Jakub Hromada (Košice, 25 de mayo de 1996) es un futbolista eslovaco que juega en la demarcación de centrocampista para el Rapid de Bucarest de la Liga I.

## Biografía
Tras empezar a formarse como futbolista en equipos italianos como la Juventus FC, el Genoa CFC y la UC Sampdoria, finalmente en 2015 se marchó cedido por parte de la Sampdoria al FK Senica. Debutó el 15 de agosto de 2015 en un partido contra el ŠK Slovan Bratislava. El 23 de junio de 2016 dejó el club y se volvió a marchar en calidad de cedido, esta vez al FC Viktoria Plzeň. Un año después finalmente dejó la institución de la Sampdoria para marcharse traspasado al Slavia de Praga, con el que ganó una Copa de la República Checa en su primer año con el club. Tras dos años y medio, el Slavia lo cedió al Slovan Liberec en enero de 2020.

## Selección nacional
El 30 de marzo de 2021 debutó con la selección absoluta de Eslovaquia en un partido de clasificación para el Mundial de 2022 ante Rusia que ganaron por 2-1.

## Clubes
| Club                       | País            | Año       | Partidos | Goles |
| -------------------------- | --------------- | --------- | -------- | ----- |
| F. K. Senica               | Eslovaquia      | 2015-2016 | 29       | 6     |
| F. C. Viktoria Plzeň       | República Checa | 2016-2017 | 24       | 1     |
| Slavia de Praga            | República Checa | 2017-2020 | 24       | 0     |
| Slovan Liberec (cedido)    | República Checa | 2020      | 33       | 3     |
| Slavia de Praga            | República Checa | 2021-2024 | 81       | 3     |
| Rapid de Bucarest (cedido) | Rumania         | 2024-     | 8        | 1     |

## Palmarés

### Campeonatos nacionales
| Título                               | Club            | País            | Año  |
| ------------------------------------ | --------------- | --------------- | ---- |
| Copa de la República Checa           | Slavia de Praga | República Checa | 2018 |
| Liga de Fútbol de la República Checa | Slavia de Praga | República Checa | 2019 |
| Copa de la República Checa           | Slavia de Praga | República Checa | 2019 |
| Liga de Fútbol de la República Checa | Slavia de Praga | República Checa | 2021 |
| Copa de la República Checa           | Slavia de Praga | República Checa | 2021 |
| Copa de la República Checa           | Slavia de Praga | República Checa | 2023 |